# Ellipsgebouw
Het Ellipsgebouw is een wolkenkrabber in de Noordruimte, het zakelijk district van Brussel. De toren bevindt zich op het grondgebied van de gemeente Schaarbeek, wordt omringd door het Gaucheretpark, de Noordresidentie, de North Galaxytorens, de Möbiustorens en het Zenithgebouw en ligt op ongeveer 150 meter van het station Brussel-Noord. De toren heeft een hoogte van 80 meter, telt 21 verdiepingen en heeft een oppervlakte van 32.065 m².
Het gebouw bestaat uit drie deelgebouwen:
- Een torengebouw van 21 verdiepingen (80 meter hoog), gelegen langs de Koning Albert II-laan (32.065 m²). Dit gebouw heeft een ellipsvorm, die zijn naam geeft aan het ganse gebouw.
- Een middelhoog gebouw van zeven verdiepingen, gelegen op de hoek van de Koning Albert II-laan en het Solvayplein (8.368 m²).
- Een laag gebouw, bestaande uit drie verdiepingen, dat het geheel sluit (5.954 m²).

Er is ook een polyvalente ruimte op -1 die uitgeeft op de binnentuin (3.989 m²).
Het complex werd tussen 2004 en 2007 naar een ontwerp van Montois Partners Architects en Art & Build gebouwd en werd op 25 januari 2007 ingehuldigd.
Het gebouw werd verhuurd aan onder andere de diensten van de Vlaamse overheid (Beleidsdomein Landbouw en Visserij, Beleidsdomein Werk en Sociale Economie, Beleidsdomein Welzijn, Volksgezondheid en Gezin) en het Belgisch Instituut voor Postdiensten en Telecommunicatie. In 2024 verhuisde een aantal van deze diensten naar het Marie-Elisabeth Belpairegebouw.

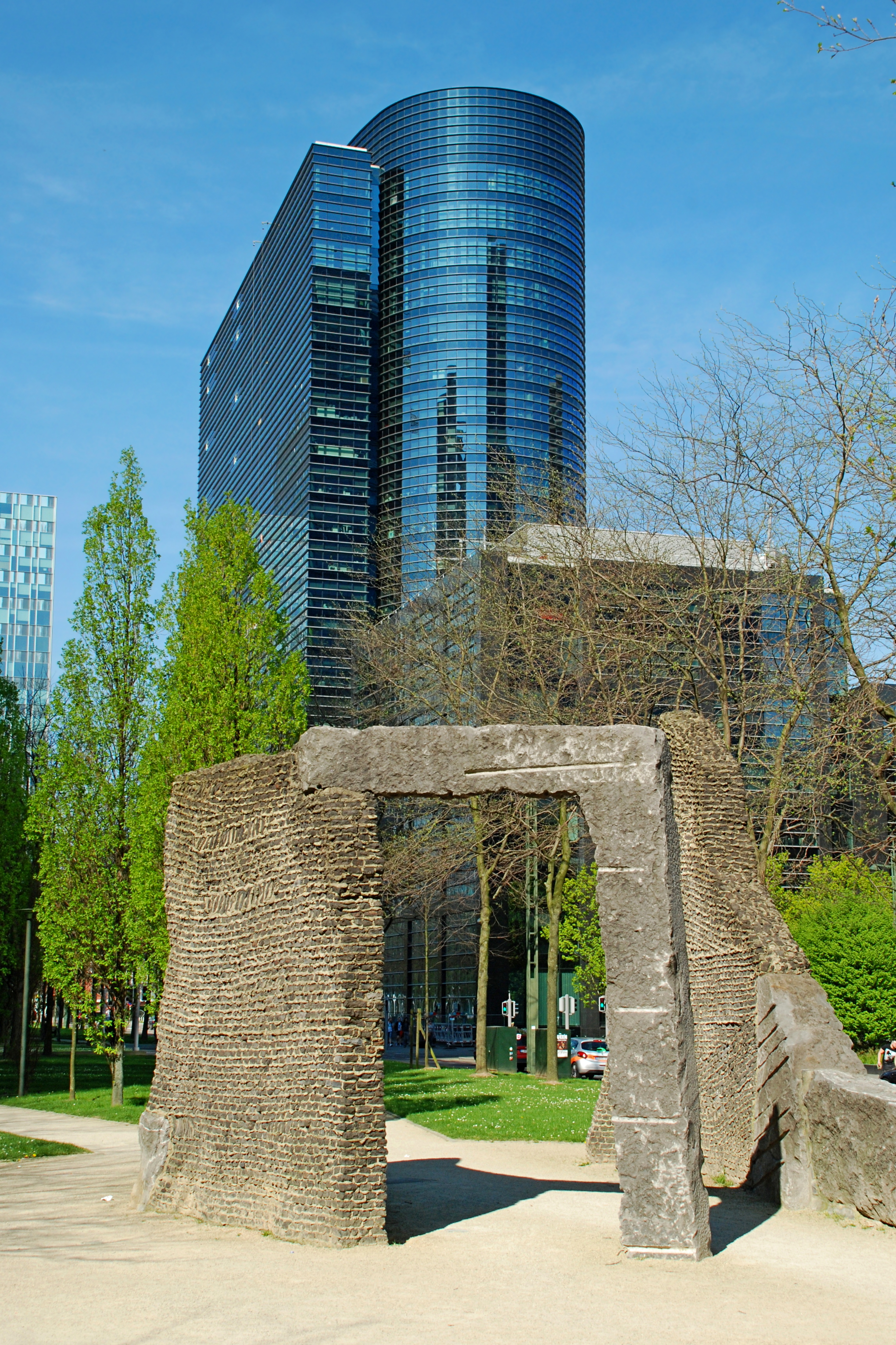
L'arche door Pierre Culot (1997)
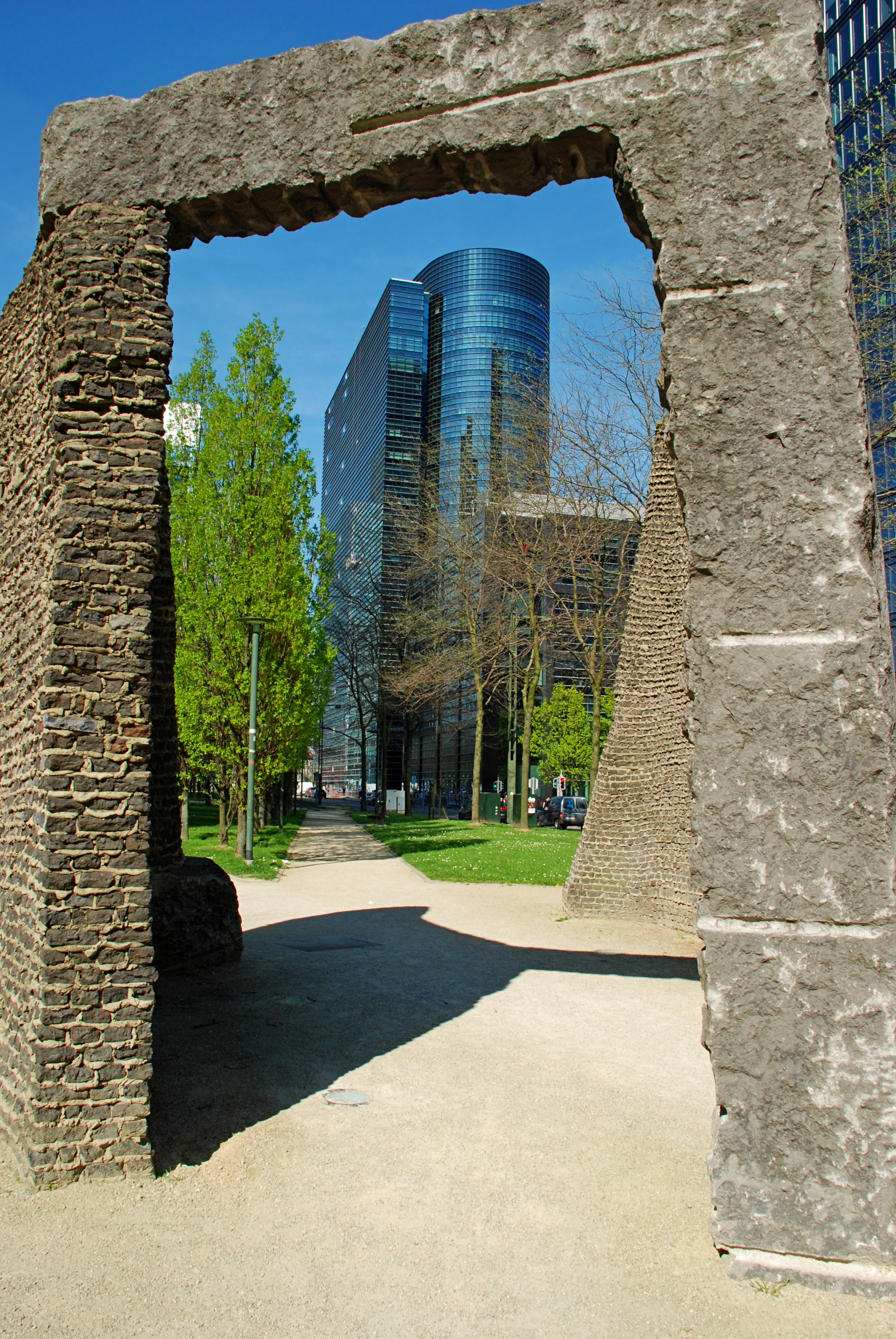

Brussel: Hendrik Consciencegebouw · Herman Teirlinckgebouw · Graaf de Ferrarisgebouw · Marie-Elisabeth Belpairegebouw
Voormalig: Arenberggebouw · Boudewijngebouw · Ellipsgebouw · Phoenixgebouw
Provinciehoofdsteden: Anna Bijnsgebouw (Antwerpen) · Jacob van Maerlantgebouw (Brugge) · Virginie Lovelinggebouw (Gent) · Hendrik van Veldekegebouw (Hasselt) · Dirk Boutsgebouw (Leuven)
Vlaamse Regering: Errerahuis · Martelaarsplein
Vlaams Parlement: Vlaams Parlementsgebouw · Huis van de Vlaamse Volksvertegenwoordigers